# Archidiocèse de La Plata
L'archidiocèse de La Plata (en latin : archidioecesis Platensis ; en espagnol : arquidiócesis de La Plata) est un archidiocèse métropolitain de l'Église catholique en Argentine. Il ne faut pas le confondre avec l'archidiocèse de La Plata o Charcas qui est l'ancien nom de l'archidiocèse de Sucre.

## Territoire

Archidiocèse de La Plata
Suffragants

Il comprend cinq arrondissements de la province de Buenos Aires : Berisso, Ensenada, La Plata, Magdalena et Punta Indio ce qui représente un territoire d'une superficie de 4 652 km2 divisé en 78 paroisses.
Le siège archiépiscopal est dans la ville de La Plata où se trouve la cathédrale de l'Immaculée-Conception dans laquelle se trouvent les restes de la bienheureuse Maria Ludovica De Angelis. La Plata possède aussi deux basiliques mineures : Le Sacré-Cœur (es) qui conserve plusieurs reliques de saintset Saint-Pontien (es).

## Histoire
Le diocèse de La Plata est érigé le 15 février 1897 par la bulle In Petri Cathedra du pape Léon XIII en prenant sur le territoire de l'archidiocèse de Buenos Aires dont La Plata devient suffragant.
En 1909, le vicariat apostolique de la Patagonie septentrionale est supprimé et son territoire divisé entre l'archidiocèse de Buenos Aires et les diocèses de San Juan de Cuyo (aujourd'hui archidiocèse de San Juan de Cuyo) et La Plata qui récupère la province de La Pampa et le territoire de Patagones.
Il cède des parties de son territoire le 20 avril 1934 pour l'érection des diocèses d'Azul, Bahía Blanca (aujourd'hui archidiocèse de Bahía Blanca) et Mercedes (aujourd'hui archidiocèse de Mercedes-Luján) ; le même jour, il est élevé au rang d'archidiocèse métropolitain par la constitution apostolique Nobilis Argentinae nationis du pape Pie XI avec les diocèses de Bahía Blanca et Viedma comme suffragants.
Par la lettre apostolique Salutare sidus du 10 juin 1959, le pape Jean XXIII décrète que l'Immaculée Conception est la patronne principale de l'archidiocèse. Le 19 novembre 1965, par la lettre apostolique Pietatis certum, le pape Paul VI reconnaît saint Pontien comme patron secondaire de l'archidiocèse.
Il cède des portions de territoire à plusieurs reprises pour l'érection de nouveaux diocèses : le 3 mars 1947 pour le diocèse de San Nicolás de los Arroyos, le 11 février 1957 pour les diocèses de Lomas de Zamora, Mar del Plata, Morón et San Isidroet le 10 avril 1961 pour le diocèse d'Avellaneda (aujourd'hui diocèse d'Avellaneda-Lanús).
Pour faire coïncider les frontières civiles avec celles des diocèses, il donne des paroisses au diocèse d'Avellaneda et au diocèse de Lomas de Zamora en vertu du décret Concrediti Christifidelium du 2 mars 1964 de la congrégation pour les évêques.
Le 5 mai 1967, par la constitution apostolique Qui divino consilio du pape Paul VI, il cède ses diocèses suffragants d'Avellaneda et de Lomas de Zamora à l'archidiocèse de Buenos Aires tandis que les diocèses de Mercedes et de Nueve de Julio intègre sa province ecclésiastique.
Il cède une partie de son territoire le 19 juin 1976 pour la création du diocèse de Quilmeset le 27 mars 1980 pour l'établissement du diocèse de Chascomús.

## Évêques et archevêques
évêques
- Mariano Antonio Espinosa (8 février 1898 - 31 août 1900), nommé archevêque de Buenos Aires
- Juan Nepomuceno Terrero y Escalada (12 décembre 1900 - 10 janvier 1921)
- Francisco Alberti (13 juillet 1921 - 20 avril 1934), devient archevêque de La Plata

archevêques
- Francisco Alberti (20 avril 1934 - 27 juin 1938)
- Juan Pascual Chimento (26 octobre 1938 - 25 décembre 1946)
- Tomás Juan Carlos Solari (20 septembre 1948 - 13 mai 1954)
- Antonio José Plaza (14 novembre 1955 - 18 décembre 1985)
- Antonio Quarracino (18 décembre 1985 - 10 juillet 1990), nommé archevêque de Buenos Aires
- Carlos Walter Galán Barry (8 mai 1991 - 12 juin 2000)
- Héctor Rubén Aguer (12 juin 2000 - 2 juin 2018)
- Víctor Manuel Fernández (2 juin 2018 - 1 juillet 2023), nommé préfet du dicastère pour la Doctrine de la foi
- Gabriel Antonio Mestre (28 juillet 2023 - 27 mai 2024)
- Gustavo Oscar Carrara (depuis le 21 novembre 2024)